# Aldo Bertocco
Aldo Bertocco, né le 7 décembre 1911 à Mira et mort le 9 avril 1990 à Toulouse, est un coureur cycliste né italien et naturalisé français en 1933,. Professionnel de 1932 à 1948, il a remporté le Critérium national en zone libre en 1942 et a disputé deux tours de France. Il a été lanterne rouge (43e) du Tour de France 1936.

## Palmarès
- 1931
  - vainqueur Prix de Lyon[2]
  - Grand Prix de Cours-la-Ville
- 1932
  - vainqueur Prix de Charlieu[2]
  - Grand Prix de Cours-la-Ville
  - 2e de Lyon-Grenoble-Lyon
  - 2e de Vichy-Lyon (une autre source mentionne une 3e place)[2]
- 1933
  - 3e du Grand Prix d'Issoire
  - 3e de Marseille-Lyon
- 1934
  - Circuit du Jura
  - 2e de Marseille-Lyon
- 1935
  - Marseille-Lyon
- 1937
  - Grand Prix de Thizy
  - Prix de Valence
- 1938
  - Tour du Doubs
  - Circuit des villes d'eaux d'Auvergne :
    - Classement général
    - 2e étape
- 1939
  - Prix de Montigny-en- Gohelle
- 1940
  - Grand Prix de Champagne-Mont dÒr
- 1941
  - 3e du Critérium national (zone libre)
- 1942
  - Critérium national (zone libre)
- 1943
  - Circuit des Deux Ponts à Montlucon
- 1944
  - 3e du Tour du Calvados

## Résultats sur les grands tours

### Tour de France
2 participations
- 1935 : 33e
- 1936 : 43e et lanterne rouge